# 另類事實
另類事實（英語：alternative facts）是美國總統唐納·川普的總統顧問凱莉安·康威在2017年1月22日接受與媒體見面訪問時为白宫新闻發言人辛·斯派塞对唐纳·川普总统就职典礼上参加人数的不实说法辩护所用的词语。当时她當她被主持人查克·托德追問解释为何斯派塞说出很容易证伪的谎言时，康威声称斯派塞是在给出“另類事實”。托德回应“另类事实不是事实，而是虚假。”
康威在後來告訴CNN記者是總統川普指示史派瑟說的，川普則抱怨媒體的偏頗報道，對於媒體偏頗報道就職典禮空拍圖的對照感到非常憤怒。
康威使用“另類事實”一词来描述“其他事實和替代信息”，雖然她旨在表達很多人觀看總統川普的就職典禮，但她在社交媒体上被广泛嘲弄，并被记者和媒体组织尖锐批评。这一说法被广泛认为是“奥威尔式”的；到2017年1月26日，《一九八四》一书的销量已经猛增了9, 500%， 成为了亚马逊上的第一畅销书。

## 緣由
2017年1月21日，美國總統唐納·川普的發言人辛·斯派塞在川普上任後第一次記者招待會上宣稱美國主流媒體對於2017年美國總統就職典禮人數報導不實，因媒體以較大篇幅報導突顯巴拉克·歐巴馬2009年美國總統就職典禮參加人數遠大於2017年川普的就職典禮，史派瑟則稱觀眾「史上最多」。
2017年1月22日，康威在NBC的查克·托德的節目 Meet the press 中當主持人詢問史派瑟為何說謊時表示「不要對這件事過度戲劇化渲染」並稱發言人只是「提供另類事實，典禮的人數無法被證實與計算」，之後更說「因為媒體不斷針對，因此他們才必須提供另類事實以淨化整個新聞界的氛圍」。

### 引用
1. ↑  .   [2017-01-28]. （原始内容存档于2019-06-09）.
2. ↑    - de Freytas-Tamura, Kimiko. . 紐約時報. January 25, 2017  [January 26, 2017]. （原始内容存档于2021-02-17）.
  - Calfas, Jennifer. . 國會山報. January 24, 2017  [January 24, 2017]. （原始内容存档于2020-11-11）.
  - Koh, Elizabeth. . The Kansas City Star. January 24, 2017  [January 24, 2017]. （原始内容存档于2020-09-24）.
  - Kakutani, Michiko. . 紐約時報. January 26, 2017  [January 26, 2017]. （原始内容存档于2021-03-14）.
3. ↑  Bradner, Eric. . CNN. January 22, 2017  [2017-01-28]. （原始内容存档于2017-02-04）.

## 外部連結
- YouTube上的Kellyanne Conway: Press Secretary Sean Spicer Gave 'Alternative Facts' | Meet The Press | NBC News（英文）